# Eduard Gusbeth
Eduard Gusbeth (* 30. August 1839 in Kronstadt/Siebenbürgen; † 12. April 1921 ebenda) war ein Siebenbürger Arzt, Träger des „Goldenen Doktordiploms“ der Universität Wien, Medizinhistoriker und Heimatforscher.

## Leben
Eduard Gusbeth wurde in Kronstadt als Sohn eines Schneiders geboren. Er besuchte das Honterusgymnasium in Kronstadt. Die Matura legte er am 4. September 1858 ab. Nachdem er zunächst Theologie studieren wollte, entschloss er sich zum Studium der Medizin in Wien. 1858 zog er mit fünf weiteren Absolventen des Gymnasiums in einem Plan über Zeiden nach Temeschwar und setzte die Reise nach Wien mit dem Zug fort. In Wien hatte er berühmte Lehrer wie Joseph Hyrtl (Anatomie), Ernst Wilhelm von Brücke (Physiologie), Karl von Rokitansky (Pathologische Anatomie), Joseph Škoda und Johann von Oppolzer (Innere Medizin), Franz Schuh (Chirurgie), Ferdinand von Hebra (Dermatologie) und den aus Schäßburg stammenden Karl Ludwig Sigmund (Venerologie). Gusbeth promovierte am 22. März 1864 und wurde anschließend Magister der Geburtshilfe sowie Doktor der Chirurgie. Von September 1864 bis Januar 1865 arbeitete Gusbeth als Sekundararzt in einem psychiatrischen Krankenhaus in Wien. Anschließend kehrte er nach Kronstadt zurück und eröffnete eine Praxis für innere und äußere Krankheiten. In den Sommermonaten arbeitete Gusbeth als Badearzt in Zajzon. In einem über viele Jahre geführten Tagebuch machte er Eintragungen über die Kranken, die er innerhalb und außerhalb der Stadt untersucht hatte und fügte später kurze Biographien dieser Patienten hinzu. Den Spitznamen „Pulverdoktor“ erhielt er, weil er in Kronstadt, anstelle der Verordnung von Pflanzengemischen und Kräutertees die Verschreibung chemischer Substanzen einführte. Mehrere Jahre war er Vorsitzender der Sanitätskommission der Stadt. Da die Verwaltungsbehörden keine der vorgeschlagenen Verbesserungen der Sanitätsverhältnisse vornahmen, kündigte er schließlich diesen Posten. Gusbeth schrieb zahlreiche Artikel zum Zwecke der sanitären Erziehung der Bevölkerung. 1911 hielt er anlässlich der 62. Sitzung der „Gesellschaft der Kronstädter Naturfreunde“ einen „Vortrag über die kleinsten Lebewesen“ mit Angaben über die Krankheitserreger von Pocken, Pest, Cholera und Diphtherie. Als während des Ersten Weltkriegs die jungen Ärzte an die Front ziehen mussten, übernahm Gusbeth mit den wenigen verbliebenen Ärzten der Stadt die medizinische Versorgung der Bevölkerung. Er war zu diesem Zeitpunkt bereits 75 Jahre alt. Gusbeth wurde auf dem „Innerstädtischen Friedhof“ seiner Heimatstadt beigesetzt.
Gemeinsam mit Ernst Kühlbrandt gehörte Gusbeth zu den Autoren des Kronstädter Tageblatts. Das Kronstädter Staatsarchiv bewahrt aus den Beständen der früheren Bibliothek des Honterusgymnasiums 40 Bände des Tagebuchs von Dr. Eduard Gusbeth für die Zeit vom 13. Juni 1875 bis zum 13. September 1919 auf, die in den Jahren bis 2014 von der Forscherin Camelia Neagoe durchgearbeitet wurden.
Gusbeth war unter anderem Hausarzt der Familie Huttmann deren Sohn, der spätere kardiologische Chefarzt, Medizinhistoriker und Heimatforscher Arnold Huttmann war. Dieser wiederum widmete Gusbeth in seinem späteren Leben einige Publikationen.

## Ehrung
Ärzte aus Kronstadt und dem Burzenland wandten sich kurz vor dem 50. Jahrestag der Doktorpromotion an die Wiener Universität mit der Bitte, das vor 50 Jahren verliehene Doktordiplom zu erneuern. Bei diesen Ehrendiplomen befand sich das Siegel der Universität in einer goldenen Kapsel und wurde deshalb als „Goldenes Doktordiplom“ bezeichnet. Dieses Doktordiplom Gusbeths wird heute im Archiv der Schwarzen Kirche in Kronstadt aufbewahrt.

## Tätigkeit als Medizinhistoriker
Als Präsident der Sanitätskommission wurde 1882 die Aufgabe an Gusbeth herangetragen, die Situation betreffend der Gründung einer Apotheke, die von der Bevölkerung gewünscht wurde, zu klären. Gusbeth begann, in der Bibliothek des Honterusgymnasiums und im städtischen Archiv die Arbeiten zu studieren, in denen von den sanitären Verhältnissen der Stadt, die mehrfach von der Pest heimgesucht worden war, berichtet wurde. Er interessierte sich für die Geschichte der Ärzte und der Spitäler in Kronstadt. Er sammelte Daten über die Geographie, Geologie, Klima in Kronstadt, sowie über die Geburtenzahlen und die Sterblichkeitsrate. Mit den erhobenen Daten stellte er das Buch „Zur Geschichte der Sanitäts–Verhältnisse in Kronstadt“ zusammen. Der Erlös des Buches, das 1884 gedruckt wurde, floss dem Honterusgymnasium zu.

## Veröffentlichungen (Auswahl)
- Zur Geschichte der Sanitäts–Verhältnisse in Kronstadt. Römer & Kammer, Kronstadt 1884.
- Die Gesundheitspflege in Kronstadt im 19. Jahrhundert. Gött & Sohn, Kronstadt 1892.
- Ein Rückblick auf die Vergangenheit der Kronstädter Leichengesellschaft. Gött & Sohn, Kronstadt 1896.
- Der Wille. Franz Hiemesch, Kronstadt 1898, in: Kronstädter Tageblatt. Jg. 4, 1898, Nr. 152 ff.